# Звездовидно попче
Звездовидно попче или Пъпчесто попче (Benthophilus stellatus) е вид лъчеперка от семейство Попчеви (Gobiidae).

## Разпространение
Видът е разпространен в Русия и Украйна.